# Hanna Sorokina
Hanna Valeriïvna Sorokina (in ucraino Ганна Валеріївна Сорокіна?; Zaporižžja, 31 marzo 1976) è una tuffatrice ucraina.
Ha rappresentato l'Ucraina ai Giochi olimpici estivi di Sydney 2000 e Atene 2004. A Sydney ha vinto la medaglia di bronzo nel trampolino 3 metri sincro, con la connazionale Olena Župina.

## Palmarès
- Giochi olimpici

Sydney 2000: bronzo nel trampolino 3 m;
- Europei di nuoto

Istanbul 1999: oro nel trampolino 3 m sincro;
- Europei giovanili di nuoto

Pardubice 1994: oro nel trampolino 3 m sincro Donne - categoria "A"; oro nel trampolino 1 m Donne - categoria "A"